# Sarcoglottis degranvillei
Sarcoglottis degranvillei là một loài thực vật có hoa trong họ Lan. Loài này được Szlach. & Veyret miêu tả khoa học đầu tiên năm 1994.